# Team Visma-Lease a Bike Development
Team Visma-Lease a Bike Development is een Nederlandse wielerploeg en de opleidingsploeg van de UCI World Tour ploeg Team Visma-Lease a Bike. Ze maakte haar debuut in het peloton in 2020 als Jumbo-Visma Development Team.

## Namen
| Periode   | Naam                                | Code | Status | Fietsmerk                          |
| --------- | ----------------------------------- | ---- | ------ | ---------------------------------- |
| 2020-2023 | Jumbo-Visma Development Team        | JVD  | CT     | Bianchi (2020) Cervélo (2021-2023) |
| 2024-2025 | Team Visma-Lease a Bike Development | VLD  | CT     | Cervélo (2024-2025)                |

## Ploegleiding
N.B. Is (ook) de ploegleiding van de WorldTour-ploeg

## Overwinningen
| 2020 Trofej Umag: Olav Kooij Poreč Trophy: Olav Kooij Grote Prijs van Kranj: Olav Kooij | 0 1e etappe deel A Internationale Wielerweek: Olav Kooij + 4e etappe: Pascal Eenkhoorn * 3e etappe Bałtyk-Karkonosze-Tour: Lars Boven |

* als gastrenner van Jumbo-Visma
| 2021 4e etappe New Zealand Cycle Classic: Finn Fisher-Black * Proloog Istrian Spring Trophy: Lars Boven + Eindklassement: Finn Fisher-Black Proloog Ronde van de Elzas (TTT): Van Belle, Boven, Staune-Mittet 1e etappe Kreiz Breizh Elites (TTT): Ballerstedt, M. van Dijke, T. van Dijke, Geleijn, Hessmann, Van Veenendaal + 4e etappe: Mick van Dijke 2e etappe Tour du Pays de Montbéliard: Loe van Belle + 3e etappe: Maurice Ballerstedt + Eindklassement: Maurice Ballerstedt | 0 1e etappe Flanders Tomorrow Tour: Loe van Belle + 3e etappe deel A (ITT): Mick van Dijke + 3e etappe deel B: Mick van Dijke + Eindklassment: Mick van Dijke 3e etappe Ronde van de Isard: Johannes Staune-Mittet + 5e etappe: Gijs Leemreize ** + Eindklassement: Gijs Leemreize ** |

* als gastrenner bij Team Nieuw-Zeeland
** als gastrenner van Jumbo-Visma
| 2022 3e etappe deel B Triptyque des Monts et Châteaux: Per Strand Hagenes 2e etappe Ronde van Opper-Oostenrijk: Per Strand Hagenes 2e etappe Flanders Tomorrow Tour: Lars Boven + Eindklassment: Lars Boven | 0 1e etappe Ronde van de Isard: Johannes Staune-Mittet + 2e etappe (TTT): Van Bekkum, Boven, Graat, Ryan, Staune-Mittet + 5e etappe: Archie Ryan + 6e etappe: Johannes Staune-Mittet Parijs-Tours espoirs: Per Strand Hagenes |

| 2023 Ronde van Drenthe: Per Strand Hagenes * 2e etappe Istrian Spring Trophy: Tijmen Graat + Eindklassement: Tijmen Graat 1e etappe Olympia's Tour: Per Strand Hagenes + 5e etappe: Jesse Kramer + Puntenklassement: Lars Boven + Jongerenklassement: Jesse Kramer + Ploegenklassement: Boven, Geleijn, Hagenes, Huising, Kramer, Simmons Ronde van Belvedere: Johannes Staune-Mittet | 0 Gran Premio Palio del Recioto: Tijmen Graat Ardense Pijl: Menno Huising 4e etappe Giro Next Gen: Johannes Staune-Mittet + Eindklassement : Johannes Staune-Mittet + Bergklassement: Johannes Staune-Mittet + Ploegenklassement: Van Belle, Graat, Hagenes, Huising, Staune-Mittet Puntenklassement Ronde van de Elzas: Colby Simmons |

| 2024 Trofej Umag: Matthew Brennan Poreč Trophy: Matthew Brennan 7e etappe Ronde van Bretagne: Jesse Kramer 4e etappe Ronde van de Isard: Darren van Bekkum + Eindklassement: Darren van Bekkum + Bergklassement: Darren van Bekkum + Ploegenklassement: Van Bekkum, Graat, Nordhagen, Høydahl, Huising, Pattinson 8e etappe Giro d'Italia Next Gen: Matthew Brennan 3e etappe Ronde van de Elzas: Jørgen Nordhagen + Jongerenklassement: Colby Simmons | 0 Grote Prijs van Poggiana: Jørgen Nordhagenhö Bergklassement Ronde van de Toekomst: Tijmen Graat* 3e etappe Giro della Regione Friuli Venezia Giulia: Jørgen Nordhagen + Eindklassement: Jørgen Nordhagen + Puntenklassement: Jørgen Nordhagen + Bergklassement : Jørgen Nordhagen + Jongerenklassement: Jørgen Nordhagen + Ploegenklassement: Belletta, Høydahl, Huising, Mattio, Nordhagen, Pattinson Coppa Città di San Daniele: Jørgen Nordhagen |

* Als lid van het landenteam.
| 2025 Tour des 100 Communes: Matthew Brennan * Grote Prijs van Lillers: Matthew Brennan * Ronde van Keulen: Matthew Brennan * | 0 8e etappe Giro Next Gen: Jørgen Nordhagen |

*Als gastrenner van Team Visma | Lease a Bike

## Kampioenschappen
Nationale
2020: Nieuw-Zeelands kampioenschap tijdrijden U23: Finn Fisher-Black
2021: Nieuw-Zeelands kampioenschap tijdrijden U23: Finn Fisher-Black
2021: Duits kampioenschap tijdrijden U23: Michel Hessmann
2021: Nederlands kampioenschap tijdrijden U23: Mick van Dijke
2021: Nederlands kampioenschap wegwedstrijd U23: Tim van Dijke
2024: Brits kampioenschap tijdrijden beloften: Tomos Pattinson